# 470
Il 470 (CDLXX in numeri romani) è un anno  del V secolo.

## Eventi
- Eurico, re dei Visigoti, sventa una tentata invasione della Gallia da parte del celto Riotamo.
- Tentativo di usurpazione del trono dell'Impero romano d'Occidente da parte del senatore Romano, che è messo a morte.
- Fine della rivolta di Anagaste nell'Impero romano d'Oriente.
- Anagaste invia all'imperatore Leone I delle lettere che provano come sia stato il generale Ardaburio ad istigarlo alla rivolta.
- Mentre risiedono ad Antiochia, il magister militum per Orientem Zenone si avvicina alle posizioni teologiche di Pietro Fullo, e gli permette di far arrivare suoi sostenitori in città dai monasteri vicini.
- Il vescovo Martirio di Antiochia si reca a Costantinopoli per ottenere aiuto contro le violenze dei sostenitori di Fullo, ma al suo ritorno in città scopre che Fullo si è fatto nominare vescovo e allora si dimette.
- Con Zenone lontano dalla capitale, Ardaburio Aspare convince Leone a far sposare la propria figlia minore Leonzia col figlio minore di Aspare, Giulio Patrizio, che è anche nominato Cesare; per insistenza del popolo costantinopolitano, Giulio deve abbandonare l'arianesimo prima del matrimonio.

## Nati
- Cyngen Glodrydd, re († 530)
- Finnian di Clonard, abate irlandese
- Papa Giovanni I, papa, vescovo e santo († 526)
- Papa Giovanni II, papa e vescovo († 535)
- Milio di Cornovaglia, sovrano († 531)
- Teudi, sovrano ostrogoto († 548)

## Morti
- 7 settembre - Grato di Aosta, vescovo e santo italiano
- Romano, senatore romano

## Calendario
| Calendario 470 | Calendario 470 | Calendario 470 | Calendario 470 | Calendario 470 | Calendario 470 | Calendario 470 | Calendario 470 | Calendario 470 | Calendario 470 | Calendario 470 | Calendario 470 | Calendario 470 | Calendario 470 | Calendario 470 | Calendario 470 | Calendario 470 | Calendario 470 | Calendario 470 | Calendario 470 | Calendario 470 | Calendario 470 | Calendario 470 | Calendario 470 | Calendario 470 | Calendario 470 | Calendario 470 | Calendario 470 | Calendario 470 | Calendario 470 | Calendario 470 | Calendario 470 | Calendario 470 |
| -------------- | -------------- | -------------- | -------------- | -------------- | -------------- | -------------- | -------------- | -------------- | -------------- | -------------- | -------------- | -------------- | -------------- | -------------- | -------------- | -------------- | -------------- | -------------- | -------------- | -------------- | -------------- | -------------- | -------------- | -------------- | -------------- | -------------- | -------------- | -------------- | -------------- | -------------- | -------------- | -------------- |
|                | 1              | 2              | 3              | 4              | 5              | 6              | 7              | 8              | 9              | 10             | 11             | 12             | 13             | 14             | 15             | 16             | 17             | 18             | 19             | 20             | 21             | 22             | 23             | 24             | 25             | 26             | 27             | 28             | 29             | 30             | 31             |                |
| Gennaio        | Gi             | Ve             | Sa             | Do             | Lu             | Ma             | Me             | Gi             | Ve             | Sa             | Do             | Lu             | Ma             | Me             | Gi             | Ve             | Sa             | Do             | Lu             | Ma             | Me             | Gi             | Ve             | Sa             | Do             | Lu             | Ma             | Me             | Gi             | Ve             | Sa             |                |
| Febbraio       | Do             | Lu             | Ma             | Me             | Gi             | Ve             | Sa             | Do             | Lu             | Ma             | Me             | Gi             | Ve             | Sa             | Do             | Lu             | Ma             | Me             | Gi             | Ve             | Sa             | Do             | Lu             | Ma             | Me             | Gi             | Ve             | Sa             |                |                |                |                |
| Marzo          | Do             | Lu             | Ma             | Me             | Gi             | Ve             | Sa             | Do             | Lu             | Ma             | Me             | Gi             | Ve             | Sa             | Do             | Lu             | Ma             | Me             | Gi             | Ve             | Sa             | Do             | Lu             | Ma             | Me             | Gi             | Ve             | Sa             | Do             | Lu             | Ma             |                |
| Aprile         | Me             | Gi             | Ve             | Sa             | Do             | Lu             | Ma             | Me             | Gi             | Ve             | Sa             | Do             | Lu             | Ma             | Me             | Gi             | Ve             | Sa             | Do             | Lu             | Ma             | Me             | Gi             | Ve             | Sa             | Do             | Lu             | Ma             | Me             | Gi             |                |                |
| Maggio         | Ve             | Sa             | Do             | Lu             | Ma             | Me             | Gi             | Ve             | Sa             | Do             | Lu             | Ma             | Me             | Gi             | Ve             | Sa             | Do             | Lu             | Ma             | Me             | Gi             | Ve             | Sa             | Do             | Lu             | Ma             | Me             | Gi             | Ve             | Sa             | Do             |                |
| Giugno         | Lu             | Ma             | Me             | Gi             | Ve             | Sa             | Do             | Lu             | Ma             | Me             | Gi             | Ve             | Sa             | Do             | Lu             | Ma             | Me             | Gi             | Ve             | Sa             | Do             | Lu             | Ma             | Me             | Gi             | Ve             | Sa             | Do             | Lu             | Ma             |                |                |
| Luglio         | Me             | Gi             | Ve             | Sa             | Do             | Lu             | Ma             | Me             | Gi             | Ve             | Sa             | Do             | Lu             | Ma             | Me             | Gi             | Ve             | Sa             | Do             | Lu             | Ma             | Me             | Gi             | Ve             | Sa             | Do             | Lu             | Ma             | Me             | Gi             | Ve             |                |
| Agosto         | Sa             | Do             | Lu             | Ma             | Me             | Gi             | Ve             | Sa             | Do             | Lu             | Ma             | Me             | Gi             | Ve             | Sa             | Do             | Lu             | Ma             | Me             | Gi             | Ve             | Sa             | Do             | Lu             | Ma             | Me             | Gi             | Ve             | Sa             | Do             | Lu             |                |
| Settembre      | Ma             | Me             | Gi             | Ve             | Sa             | Do             | Lu             | Ma             | Me             | Gi             | Ve             | Sa             | Do             | Lu             | Ma             | Me             | Gi             | Ve             | Sa             | Do             | Lu             | Ma             | Me             | Gi             | Ve             | Sa             | Do             | Lu             | Ma             | Me             |                |                |
| Ottobre        | Gi             | Ve             | Sa             | Do             | Lu             | Ma             | Me             | Gi             | Ve             | Sa             | Do             | Lu             | Ma             | Me             | Gi             | Ve             | Sa             | Do             | Lu             | Ma             | Me             | Gi             | Ve             | Sa             | Do             | Lu             | Ma             | Me             | Gi             | Ve             | Sa             |                |
| Novembre       | Do             | Lu             | Ma             | Me             | Gi             | Ve             | Sa             | Do             | Lu             | Ma             | Me             | Gi             | Ve             | Sa             | Do             | Lu             | Ma             | Me             | Gi             | Ve             | Sa             | Do             | Lu             | Ma             | Me             | Gi             | Ve             | Sa             | Do             | Lu             |                |                |
| Dicembre       | Ma             | Me             | Gi             | Ve             | Sa             | Do             | Lu             | Ma             | Me             | Gi             | Ve             | Sa             | Do             | Lu             | Ma             | Me             | Gi             | Ve             | Sa             | Do             | Lu             | Ma             | Me             | Gi             | Ve             | Sa             | Do             | Lu             | Ma             | Me             | Gi             |                |